# دنیز اوغور
دنیز اوگور (ترکی استانبولی: Deniz Ugur؛ زادهٔ ۱۷ اکتبر ۱۹۷۳) هنرپیشه، فیلم‌نامه‌نویس، صداپیشه اهل ترکیه است. او فعالیت حرفه‌ای خود را ازسال۱۹۹۳ آغاز کرده‌است.